# アメリカン・スクール (小説)
『アメリカン・スクール』は、小島信夫の小説である。第32回芥川龍之介賞受賞作。

## 概要
同書は、1954年にみすず書房より出された256ページに及ぶ小説である。初出は「文學界」1954年9月号。
同作以外にも「汽車の中」「燕京大学部隊」「小銃」「星」「微笑」「馬」「鬼」などの作品と一緒に出版されることが多い。

## あらすじ
敗戦直後の昭和23年、日本が戦勝国のアメリカ率いる進駐軍に統治されていた占領時代が舞台となっている。新しい日本を築くために英語教育が大事だということから役所に集められた日本の中学校の英語教師たちが米軍基地近くのアメリカの学校を見学することとなった。役所の入り口で長時間待機させられたあと、先生集団はトラックやジープが走行する6キロメートルにも及ぶ軍用道路を歩くことになるが、清潔な服装で身なりを整えるようにという役所の指示のせいで、慣れない革靴を履いていた主人公は靴擦れをおこして動けなくなり、半強制的に英語を話さざるをえなくなってしまう。主人公の教師・伊佐は自分の英語力に絶望しており、絶対に英語をしゃべらないと決め込んでいる状態だが、山田のように先生の集団の中にも英語に自信のある教師もいた。山田は自分たちにも模擬授業をさせてもらえないかと頼み込んだ。結果的に、主人公と英語が得意だと称している先生が模擬授業を行ったらどうかと提案される。しかし、アメリカ人の学校のため、生徒も先生も英語が流暢なのに対して、日本人の英語教師は読み書きの能力があっても、話すことはほとんどできない状態である。そのような日本人英語教師たちが繰り広げる貧しく、滑稽で、不条理で且つ、卑屈な体験を通じて終戦後の日米関係を風刺している。

## 受賞・ノミネート
| 年度   | 賞の名前           | 最終結果 |
| ------ | ------------------ | -------- |
| 1954年 | 第1回新潮社文学賞  | 候補     |
| 1954年 | 第32回芥川龍之介賞 | 受賞     |